# 마리너 (브라우저 엔진)
마리너(Mariner)는 넷스케이프 커뮤니케이터 웹 브라우저에 사용되는 브라우저 엔진의 성능 및 안전성 강화를 추가하기 위해 만들어졌으나 취소된 프로젝트이다. 마리너는 1998년 3월 오픈 소스화되었으며 당시 넷스케이프는 클라이언트 코드를 공개하고 모질라 프로젝트를 시작하였다.
마리너는 이전 넷스케이프 릴리스에 없던 기능인 페이지 리플로(reflow) 지원을 추가하였으며, 이를 통해 텍스트와 테이블 레이아웃 속도가 훨씬 더 빨라지게 되었다. 게다가 개발 작업은 문서 객체 모델(레벨 1)에서 수행되었고 안정성이 개선되었다. HTML 및 CSS 강화 또한 이루어졌으나 기술적으로 마리너 프로젝트의 일부는 아니었다.
원래는 더 새로운 NG레이아웃 엔진(현재의 게코)를 사용하는 차기 릴리스와 함께 마리너를 넷스케이프 커뮤니케이터 5.0에 포함시키려고 했다. 그러나 1998년 10월, 넷스케이프는 NG레이아웃의 선호로 구 레이아웃 엔진을 버리기로 결정하였고 마리너에 대한 작업은 중단되었다. 넷스케이프 커뮤니케이터 5.0과 마리너는 더 이상 포함되지 않게 되었다. 다음 주요 넷스케이프 리비전(2000년 11월에 출시된 넷스케이프 6)은 게코를 기반으로 제작되었다.